# Ruben Eldh
Bror Ruben Eldh, född 22 januari 1896 i Foss socken, död 1973, var en svensk teckningslärare, exlibrisformgivare och konstnär.
Han var son till inspektoren Adolf Eldh och Mathilda Andersson samt från 1926 gift med Maria Danielsson.
Eldh studerade vid Slöjdföreningens skola i Göteborg samt under studieresor till Köpenhamn och Paris. Han medverkade i Liljevalchs utställning Nordiska grafiker och Föreningen Original Träsnittets utställningar i Malmö och Wien. Hans exlibris är strängt stiliserade och måttfulla i sin komposition fri från banal symbolik. Hans träsnitt består av figurer och landskap; bland hans bokillustrationer märks Oscar L. Isacsons Blomster från minnenas örtagård och Martin Lundqvists Ur ett gammalt apoteks historia.